# Iga (Mie)
Pour les articles homonymes, voir Iga.
Iga (伊賀市, Iga-shi) est une ville située dans le nord-ouest de la préfecture de Mie, au Japon.

## Toponymie
La ville d'Iga tient son nom de l'ancienne province d'Iga (伊賀国 Iga no kuni) bien que la ville n'en recouvre que les trois quarts du territoire.

## Géographie
Iga est, avec la ville voisine de Nabari, parfois considérée comme faisant partie de la région de Kinki. En effet, les deux villes touchent les préfectures de Kyotō, Nara et Shiga et, autrefois, la préfecture de Mie était, elle-même, intégrée à cette région.

### Démographie
Lors du recensement national de 2015, la population d'Iga s'élevait à 90 581 habitants répartis sur une superficie de 558,23 km2.

### Municipalités voisines
- Kameyama
- Tsu
- Nabari
- Kōga (préfecture de Shiga)
- Le village de Minamiyamashiro (préfecture de Kyoto)
- Nara
- Le village d'Yamazoe (préfecture de Nara).

## Histoire
La ville d'Iga est née de la fusion le 1er novembre 2004 de la ville d'Ueno avec les bourgs d'Ayamgun-Iga, Ayama et Nagagun-Aoyama, et des villages de Shimagahara et Ohyamada.

## Transports
Les lignes suivantes desservent Iga :
- les lignes Kansai et Kusatsu de la JR West ;
- la ligne Osaka de la compagnie Kintetsu ;
- la ligne Iga de la compagnie Iga Railway.

Les trains d’Iga Railway sont décorés avec des dessins de ninjas.

## Culture locale et patrimoine
Iga est connue comme centre de ninjutsu et de tressage de type kumihimo avec plusieurs artisans encore en activité.

## Personnalités liées à la commune
- Hattori Dohō, poète japonais de haïku (1730-1657).